# Rhaphuma brigittae
Rhaphuma brigittae är en skalbaggsart som beskrevs av Holzschuh 1991. Rhaphuma brigittae ingår i släktet Rhaphuma och familjen långhorningar.
Artens utbredningsområde är Nepal. Inga underarter finns listade i Catalogue of Life.